# Luis Francisco de Rieux
Luis Francisco de Rieux y Sabaires (Montpellier, 1755-Mariquita, 26 de septiembre de 1840) fue un médico y militar francés que sirvió en las fuerzas patriotas durante las guerras de independencia hispanoamericanas.
De Rieux fue secretario de Guerra y Marina de la Gran Colombia, de 1830 a 1831, siendo el último en ocupar el cargo antes de la disolución del país, y sirviendo a las transciciones de gobierno de Domingo Caycedo, Joaquín Mosquera y Rafael Urdaneta.

## Biografía
Nació en Montpellier, Reino de Francia, en 1755 y estudió medicina para graduarse como cirujano. En 1784 el gobierno de París le encargó realizar estudios científicos en Saint-Domingue para determinar su potencial económico. Al año siguiente llegó a América, donde pasó a trabajar para las autoridades españolas, destacando el encargo del virrey neogranadino Francisco Gil de Taboada de reformar el Hospital Militar de Cartagena de Indias. El siguiente virrey, José Manuel de Ezpeleta, le encargaría estudiar las quinas del río Magdalena. Posteriormente se instaló en Santafé de Bogotá para ejercer la medicina y a su plantación cafetera La Egipciana, en las alturas de Honda. 
Sus ideas liberales lo acercaron a Antonio Nariño, asistiendo a sus tertulias con su familia frecuentemente. Finalmente, las autoridades españolas inspeccionaron su casa, donde encontraron una copia de los Derechos del Hombre. Fue enviado preso a Cartagena por subversión. Fue enviado a España, donde las gestiones del gobierno francés consiguieron que acabara en la cárcel de Cádiz, logrando escapar al Magreb. Finalmente, en 1799 el Consejo de Indias lo declaró inocente. Volvió a Santafé pero fue estrechamente vigilado por las autoridades hasta la instalación de la junta de gobierno en 1810.
Un año después se une al ejército patriota en el destacamento Simití y sirve como capitán en el Magdalena. Fue coronel en los ejércitos centralistas en Ventaquemada y San Victorino. En el asedio de Cartagena defendió el castillo San Felipe de Barajas hasta que huyó por mar a isla Margarita. Posteriormente se unió a Gregor McGregor en su campaña en Zulia y la Guajira. Murió en la hacienda Peladeros, Mariquita, el 26 de septiembre de 1840.